# Bordetella bronchiseptica
Bordetella bronchiseptica es una especie de  bacteria gramnegativa del género Bordetella. Fue descrita en el año 1952. Su etimología hace referencia a bronquio infectado. Causa enfermedades en vía respiratorias en cerdos y perros, pero afecta más a lechones y animales jóvenes. Causa básicamente bronquitis infecciosas. Está relacionada con Bordetella pertussis, patógeno obligado humano causante de la tos ferina o tos convulsa. B. bronchiseptica puede persistir en el ambiente por largos periodos.

## Patogénesis
Al contrario de lo que sucede con B. pertussis o B. parapertussis, los humanos no son naturales transportadores de B. bronchiseptica, que típicamente infecta aparato respiratorio de pequeños mamíferos (gatos, canes, conejos, etc).
Mientras B. bronchiseptica no expresa la toxina pertusis que es uno de los factores característicos de virulencia de B. pertussis, contiene los genes para hacerlo, con una evolución muy cercana entre las dos especies.,

### Patogénesis veterinaria
En medicina veterinaria, B. bronchiseptica lidera el rango de patologías respiratorias en diferentes huéspedes. B. bronchiseptica y Pasteurella multocida actúan sinérgicamente para causar rinitis atrófica en cerdos. B. bronchiseptica es también un agente causante de traqueobronquitis aguda en perros (ver Kennel cough) y en conejos y hámsteres B. bronchiseptica produce una infección asintomática.

## Galería

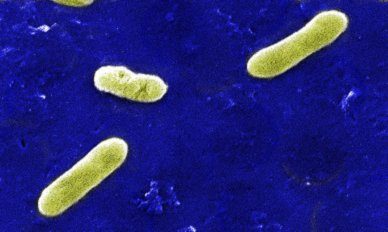
B.bonchiseptica Microfotografía

- Datos: Q137446
- Multimedia: Bordetella bronchiseptica / Q137446
- Especies: Bordetella bronchiseptica